# Matrice antisymétrique
En mathématiques, et plus précisément en algèbre linéaire, une matrice antisymétrique est une matrice carrée opposée à sa transposée.

## Définition
Une matrice carrée A à coefficients dans un anneau quelconque est dite antisymétrique si sa transposée est égale à son opposée, c'est-à-dire si elle satisfait à l'équation :
A⊤ = –A
ou encore, en l'écrivant avec des coefficients sous la forme A = (ai,j), si :
pour tout i et j, aj,i = –ai,j

## Exemples
Les matrices suivantes sont antisymétriques :
{\displaystyle {\begin{pmatrix}0&2\\-2&0\end{pmatrix}}\qquad ;\qquad {\begin{pmatrix}0&1&-2\\-1&0&3\\2&-3&0\end{pmatrix}}.}
Le cas où la matrice est à coefficients dans un anneau de caractéristique 2 est très particulier. Dans ce cas, –A = A donc A est antisymétrique si elle est symétrique. Dans tout ce qui suit, les coefficients de la matrice sont à coefficients dans un corps commutatif K de caractéristique différente de 2 (typiquement : le corps des réels).
Les matrices de rotations infinitésimales sont un exemple de matrices antisymétriques.

## Propriétés

### Caractérisations
- Une matrice {\displaystyle A\in M_{n}(K)} est antisymétrique si et seulement si la forme bilinéaire qu'elle représente est antisymétrique, c'est-à-dire si (en notant les éléments de Kn comme des matrices colonnes) :{\displaystyle \forall x,y\in K^{n},y^{\mathsf {T}}Ax=-x^{\mathsf {T}}Ay.}
- Une propriété équivalente (K étant supposé de caractéristique différente de 2) est que cette forme soit alternée, c'est-à-dire :{\displaystyle \forall x\in K^{n},x^{\mathsf {T}}Ax=0.}

### Propriétés élémentaires
- Toutes les entrées de la diagonale principale d'une matrice antisymétrique ont un zéro : en effet il faut que ai,i = –ai,i et dans K, le seul nombre égal à son opposé est 0 ; ainsi, la trace d'une matrice antisymétrique est nulle.
- Le déterminant d'une matrice antisymétrique de taille n est nul si n est impair (car égal à son produit par (-1)n), et est le carré du pfaffien si n est pair.
- La somme de tous ses coefficients est nulle.

### Espaces des matrices antisymétriques
- L'espace des matrices symétriques et celui des matrices antisymétriques sont supplémentaires dans l'espace des matrices carrées. En effet, toute matrice carrée se décompose de façon unique de la façon suivante :{\displaystyle A={\frac {A+A^{\mathsf {T}}}{2}}+{\frac {A-A^{\mathsf {T}}}{2}}.}
- Lorsque le corps de coefficients est celui des réels, ces deux espaces sont même orthogonaux si on munit l'espace des matrices carrés du produit scalaire canonique dont une des expressions est justement :{\displaystyle (A,B)\mapsto Tr(A^{\mathsf {T}}~B).}
- Les matrices antisymétriques de type (n,n) forment un espace vectoriel de dimension n(n-1)/2. La base canonique est la famille {\displaystyle \left(A_{ij}\right)_{1\leq i<j\leq n}} de matrices {\displaystyle A_{ij}} qui comportent 1 à la i-ième ligne et j-ième colonne et –1 à la j-ième ligne et i-ième colonne.
- Dans le cas réel, cet espace vectoriel est l'espace tangent au groupe orthogonal O(n). Dans ce sens, nous pouvons assimiler[pas clair] les matrices antisymétriques à des « rotations infinitésimales ».

### Diagonalisation et décompositions
Toute matrice antisymétrique réelle est diagonalisable sur le corps des complexes et ses valeurs propres sont imaginaires pures. En fait, si A est antisymétrique réelle, iA est hermitienne, c'est-à-dire autoadjointe.
En fait, les matrices antisymétriques de type (n, n) forment une algèbre de Lie utilisant le crochet de Lie
{\displaystyle [A,B]=AB-BA}
et c'est l'algèbre de Lie associée au groupe de Lie O(n).
Une matrice G  est orthogonale et a un déterminant égal à 1, c'est-à-dire est un élément de la composante connexe du groupe orthogonal où se trouve la matrice unité, si et seulement s'il existe une matrice antisymétrique A telle que :
{\displaystyle G=\exp(A)=\sum _{n=0}^{\infty }{\frac {A^{n}}{n!}}}
(voir l'article « Exponentielle de matrice »).

## Matrice antisymétrique associée à un vecteur
Un exemple de matrice antisymétrique 3×3 est la matrice {\displaystyle \mathbf {\Omega } (t)} associée au vecteur vitesse angulaire {\displaystyle \omega (t)} (de taille 3×1) :
{\displaystyle {\dot {r}}(t)=\omega (t)\wedge r(t)=\mathbf {\Omega } (t)\;r(t)}
où la matrice antisymétrique {\displaystyle \mathbf {\Omega } (t)} a la forme :
{\displaystyle \mathbf {\Omega } (t)={\begin{pmatrix}0&-\omega _{z}&\omega _{y}\\\omega _{z}&0&-\omega _{x}\\-\omega _{y}&\omega _{x}&0\end{pmatrix}}.}